# Zaccheo di Gerusalemme
Zaccheo o Zacheo o Zaccaria (I secolo – 134) è stato il quarto vescovo di Gerusalemme secondo la cronotassi di Eusebio di Cesarea, tra il 111 e il 134. È venerato come santo dalla Chiesa cattolica.
Per primo Adone inserì Zaccheo nel suo martirologio; transitò quindi nel martirologio di Usuardo e infine il Baronio lo introdusse nel proprio lavoro.
È così commemorato nel martirologio romano al 23 agosto: